# Цилемские рудники
Цилемские рудники — рудники для добычи медной и серебряной руды, основанные на реке Цильме в конце XV века. Располагались в окрестностях нынешней деревни Нонбург Усть-Цилемского района Республики Коми, Россия. Цилемские рудники и завод при них стали первыми предприятиями цветной металлургии в истории Российского государства.

## Поиски руды
Первые сведения о наличии серебряных руд в бассейне Печоры относятся к 1213 году. В конце 1490 великий князь Иван III выписал из Священной Римской империи двух горных мастеров (русские источники их называют Иваном и Виктором) и отправил их на поиски руды на Цильме. В марте 1491 года экспедиция под руководством детей боярских Андрея Петрова и Василия Иванова сына Болтина выступила в путь. Разведка месторождения увенчалась успехом — были найдены значительные залежи меди и немного серебра. В конце года экспедиция вернулась в Москву.
В 1492 году на Цильму Иваном III для начала добычи меди были отправлены итальянские горные мастера и 240 рабочих. Были заложены рудники, а в 1496 году устроены печи для плавки металла. Однако крайняя удалённость от обжитых мест, отсутствие путей сообщения и бедность руд сделали добычу меди невыгодной, и через несколько лет она была прекращена.
В XVI веке при Иване IV была предпринята новая попытка освоения цилемских руд. Для ведения добычи и плавки металла были выписаны специалисты из Саксонии, но низкое качество руды вынудило их быстро свернуть добычу.
В 1618—1620 годах попытки возобновить добычу предпринимали Строгановы. Впрочем, снова безуспешно — руды было найдено мало, и вся она оказалась бедной.
Последняя, снова безуспешная, попытка наладить добычу медной руды на Цильме была предпринята в 1668—1675 годах.

## Руины
О развалинах завода упоминает в 1837 году А. И. Шренк в своей книге «… по северо-востоку Европейской России через тундры самоедов к Северным Уральским горам».
В 1896 году место, где располагались Цилемские рудники, было исследовано экспедицией И. Бартенева. Были найдены следы горных работ в виде ровных канав, о чём было сообщено в «Записках Императорского Русского географического общества». Большое количество таких канав позволило ему сделать вывод, что разработки руды имели большой размах и продолжались многие годы. Однако раскопки А. Чернова летом 1917 года показали, что эти канавы имеют естественное происхождение.

## Памятник истории
Урочище, где располагались рудники и печи, до сих пор сохраняет своё народное название «у заводов», а один из близлежащих притоков Цильмы называется Рудянкой. Остатки рудников внесены в перечень памятников истории и культуры федерального значения.